# Электронно-лучевое воздействие
Электронно-лучевое воздействие (англ. Electronic beam curing, EBC) — это процесс поверхностного отверждения бумажно-слоистого пластика (ламината высокого давления, англ. high pressure laminate, HPL). В ходе процесса цвет наносится на лист крафт-бумаги, который приклеивается к плите ламината, придавая ей устойчивую окраску и обеспечивая защиту от механических повреждений. В отличие от других методов производства ламината высокого давления, электронно-лучевое воздействие не использует тепло .
Процесс состоит из нескольких этапов. Сначала смешиваются цветные пасты до получения желаемого цвета и наносятся на лист крафт-бумаги. Затем заготовку с защитной фольгой помещают в машину, формирующую высокоэнергетический поток электронов, под действием которого пропитанная цветными пастами бумага мгновенно затвердевает. После короткой выдержки при контролируемой температуре готовые листы крафт-бумаги приклеиваются к плитам ламината с использованием процесса сухого формования.
Эта технология позволяет создавать монолитный материал, армированный по всей поверхности, а готовые панели способны сохранить свой первоначальный вид при весьма жестких режимах эксплуатации и высоких внешних нагрузках. Технология относительно нова и пока применяется лишь несколькими производителями во всем мире.  Монолитная структура бумажно-слоистых пластиков, производимых при помощи электронно-лучевого воздействия, позволяет наносить декоративный слой лишь с одной стороны, в отличие от более распространённых методов производства ламинатов, где требуется нанесение красящего слоя с обеих сторон листа. Благодаря технологии EBC и монолитной структуре, такие панели востребованы для отделки фасадов в условиях сурового климата и температурных перепадов. Они не подвержены:
- расслоению;
- деформации и изгибанию панелей в результате температурных перепадов;
- разбуханию в результате воздействия влаги;
- растрескиванию в местах нарезания панелей;
- выцветанию.